# Sega Mega Jet

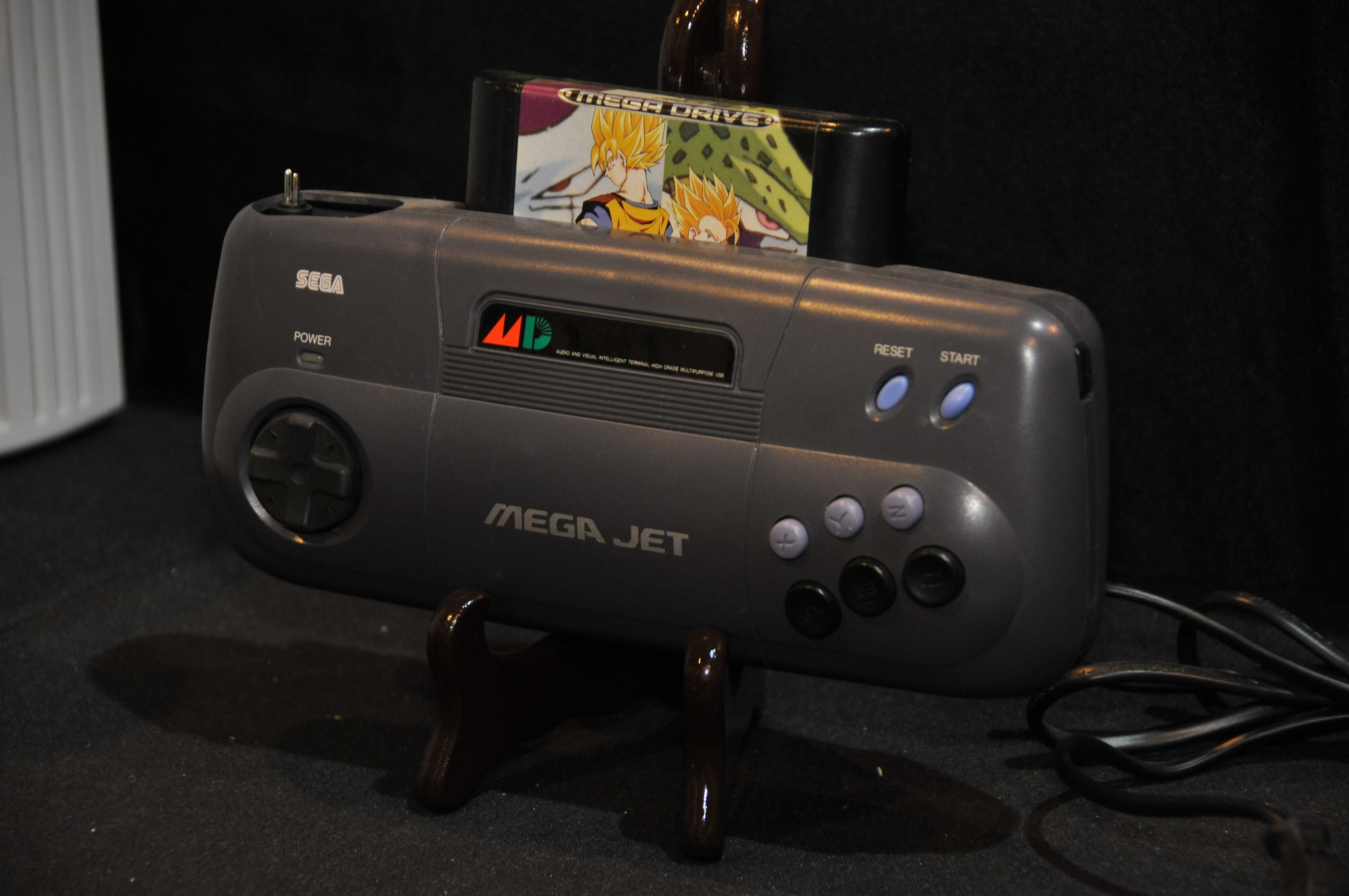
Sega Mega Jet

Sega Mega Jet – japońska przenośna wersja konsoli Sega Mega Drive. Została stworzona na zamówienie japońskich linii lotniczych Japan Airlines, miała być używana na pokładach samolotów.
Jedyną wadą konsoli było to, że nie można było podłączyć przystawki Sega 32X lub Mega CD.
Weszła do produkcji w 1992 i nie posiadała wbudowanego ekranu oraz nie mogła być zasilana za pomocą baterii. Konsolę podłączało się do ekranu LCD wbudowanego w fotel pasażera. Jej następcą była Sega Nomad.